# アレクシスオンファイア
アレクシスオンファイア（Alexisonfire）は、カナダ出身のポスト・ハードコアバンド。
同国を代表するロック・アーティストであり、本国の『ジュノー賞』において年間最優秀グループを受賞した実績をもつ。

## 概要
カナダのスクリーモシーンでは、カリスマ的な人気を誇るバンドであり、リリースしたアルバムは、全てアルバムチャートにて上位を獲得。また、本国のみならず、アメリカ合衆国やイギリスでも非常に高い支持を得るようになっていた。
2011年に各メンバーのサイドプロジェクトに専念するため、解散宣言を公式サイトで発表した後、翌年のツアーを持って正式に解散したが、2015年に活動を再開した。

## 略歴
2001年、オンタリオ州,セントキャサリンズにて、ジョージ、クリス、ウェイド、ダラス、ジェシー等の5人で結成。
2002年9月、自身の名を冠した1stアルバム「Alexisonfire」をリリース。非常に高い評価を得る。
2004年6月、2ndアルバムとなる「Watch Out!」をリリース。カナダ・アルバムチャートにて、初登場6位を記録。同11月に初来日公演を開催。
2006年8月、3rdアルバム「Crisis」をリリース。彼ら自身初となる、カナダアルバムチャートにて初登場1位を獲得。全米ビルボードアルバムチャートにおいても、189位を記録した。
2009年6月、4thアルバム「Old Crows / Young Cardinals」をリリース。このアルバムは、カナダアルバムチャートにて初登場2位を獲得。全米ビルボードアルバムチャートにおいても、81位を記録している。
2010年10月、HR/HM系フェス「LOUD PARK 2010」出演にて、6年ぶりの来日公演。
2011年、ダラスがサイドプロジェクトでの活動に専念するために、バンドを離脱することを公式サイトで発表。2012年に行われるライブツアーを持って、バンドを解散することになった。ギタリストのウェイドは、ギャロウズにボーカルとして加入した。
ジョージは、解散について、「解散は友好的だったのか? あんまりそうとは言い切れないね。でも、必要だったのか? たぶん、そうなのかも」と話しており、バンド内での方向性を巡って不和があったことを示唆している。しかし、同時に「それでも、このバンドのメンバーはぼくにとっては家族の一員だし、この先幸あることのみを願ってるよ」とも語った。
ラストツアーとして、カナダ、イギリス、オーストラリア、ブラジルを15カ月に渡って巡り、ツアー後正式に活動を終了した。
しかし、解散後も活動時の未発表音源・ライブ音源などを散発的に配信し続けた後、2015年から活動を再開した。

## メンバー

### 現ラインナップ
- ダラス・グリーン (Dallas Green, 1980年9月29日 - ) - ボーカル/リズムギター/ピアノ (2001– )
City And Colour名義でソロでも活動している。
- ジョージ・ペティット (George Pettit, 1982年10月2日 - ) - ボーカル（スクリーム） (2001– )
元はベーシストであり、Black Lungsというバンドでベースを担当している。
- ウェイド・マクニール (Wade MacNeil, 1984年5月5日 - ) - リードギター (2001– )
ジョージと共にBlack Lungsでも活動しており、こちらではボーカルを担当。
- クリス・スティール (Chris Steele) - ベース (2001– )
- ジョーダン・ヘイスティングス (Jordan "Ratbeard" Hastings, 1982年3月15日 - ) - ドラムス (2005– )

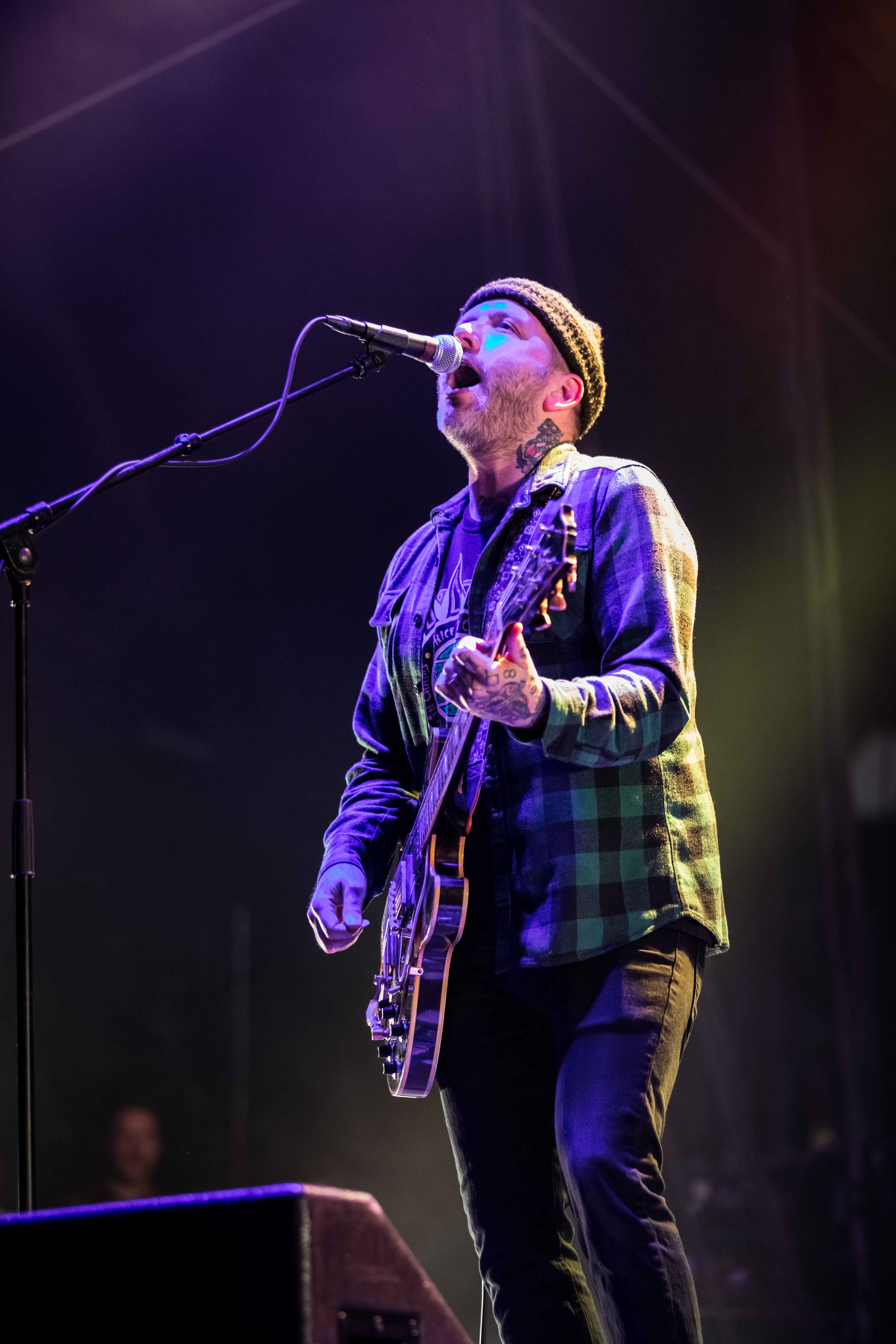
ダラス・グリーン(G/Vo) 2018年
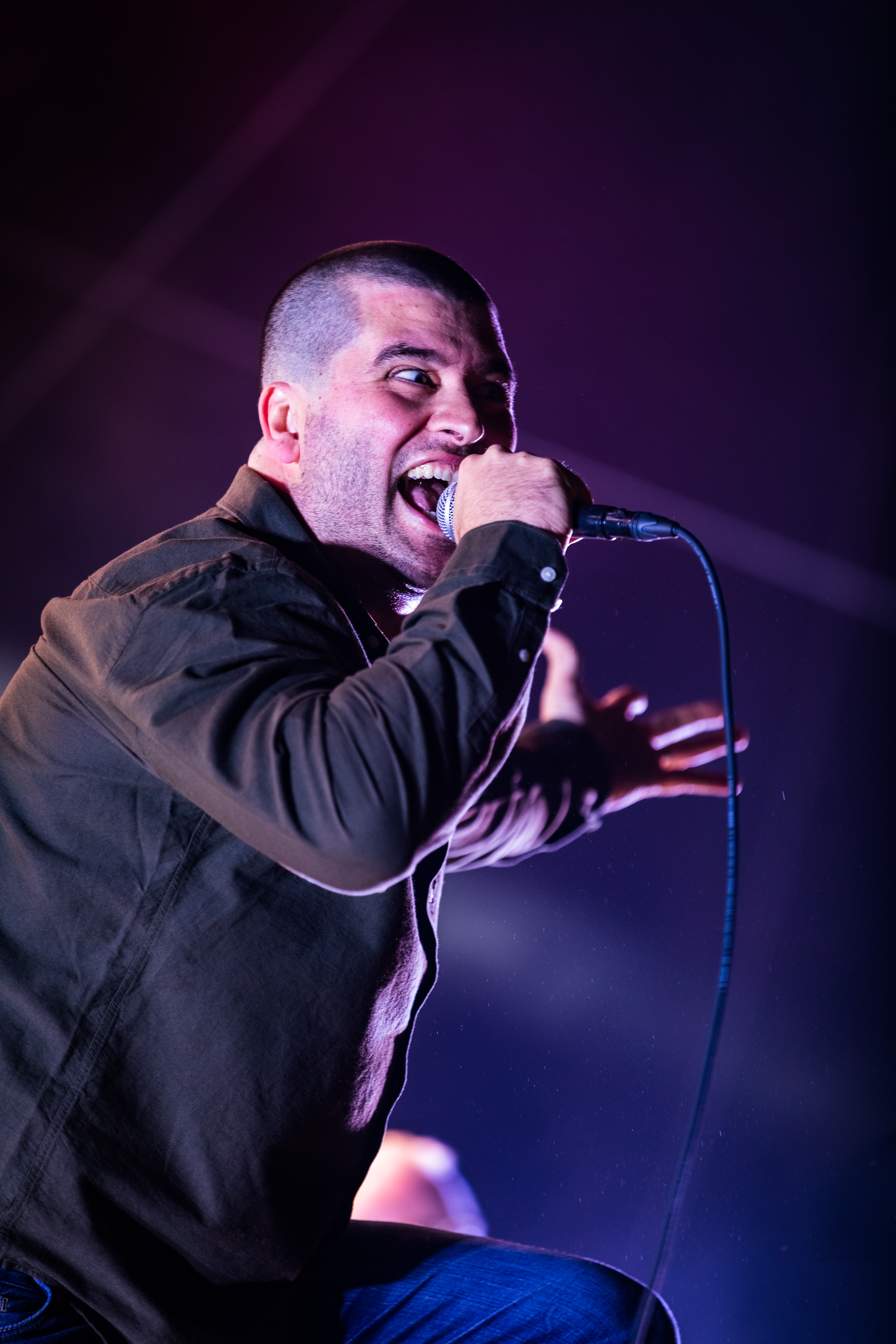
ジョージ・ペティット(Vo) 2018年
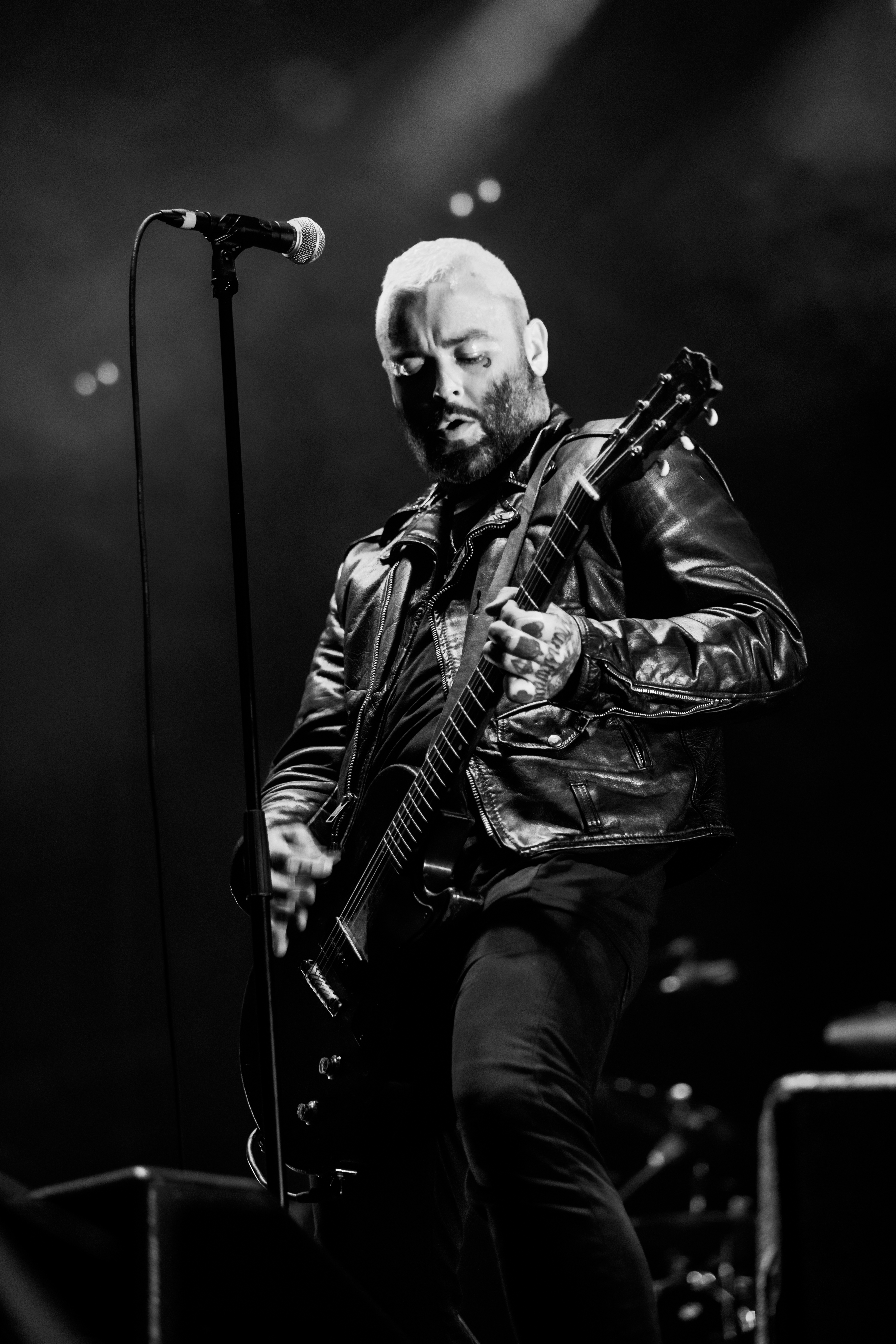
ウェイド・マクニール(G) 2018年
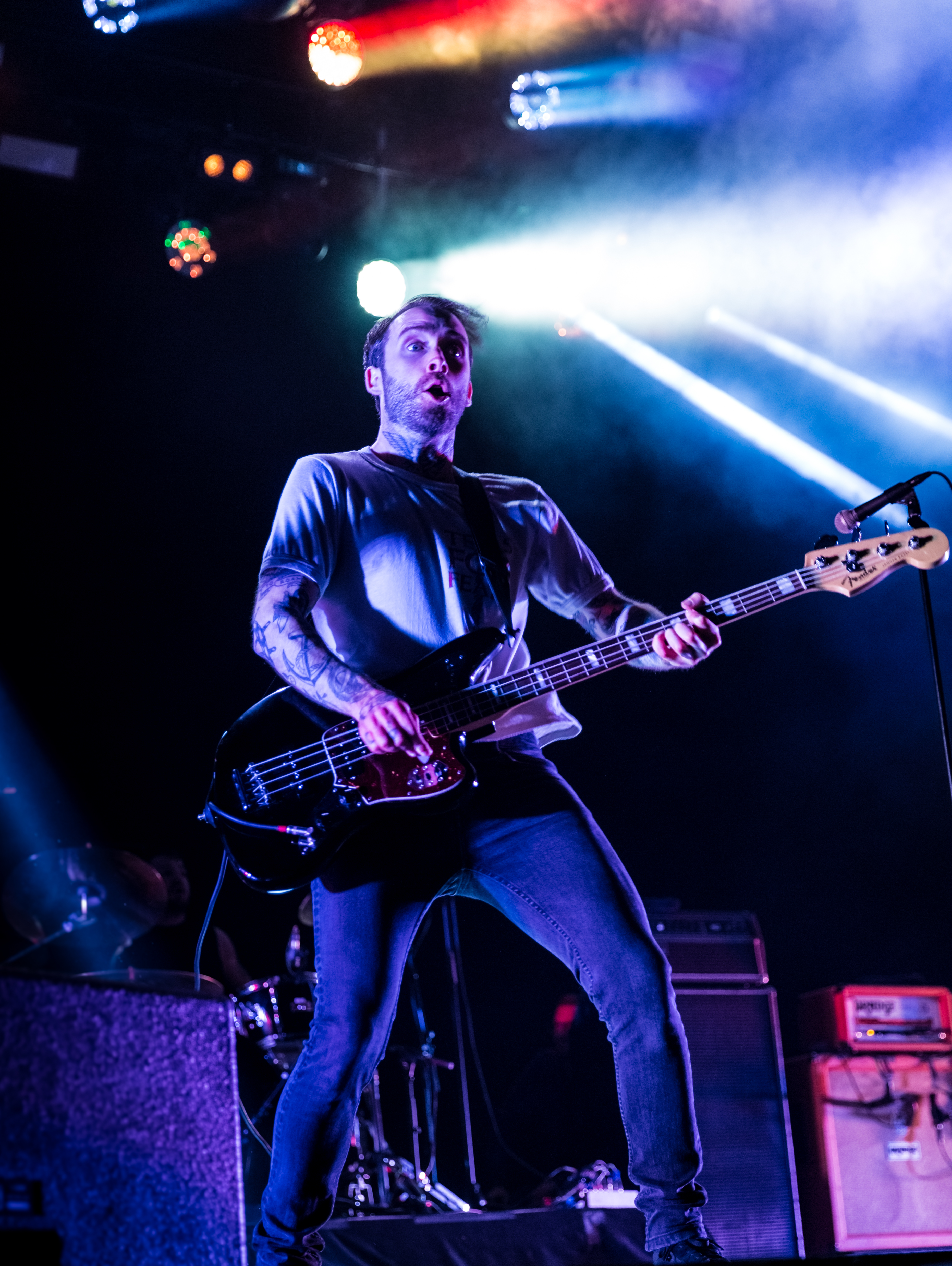
クリス・スティール(B) 2018年
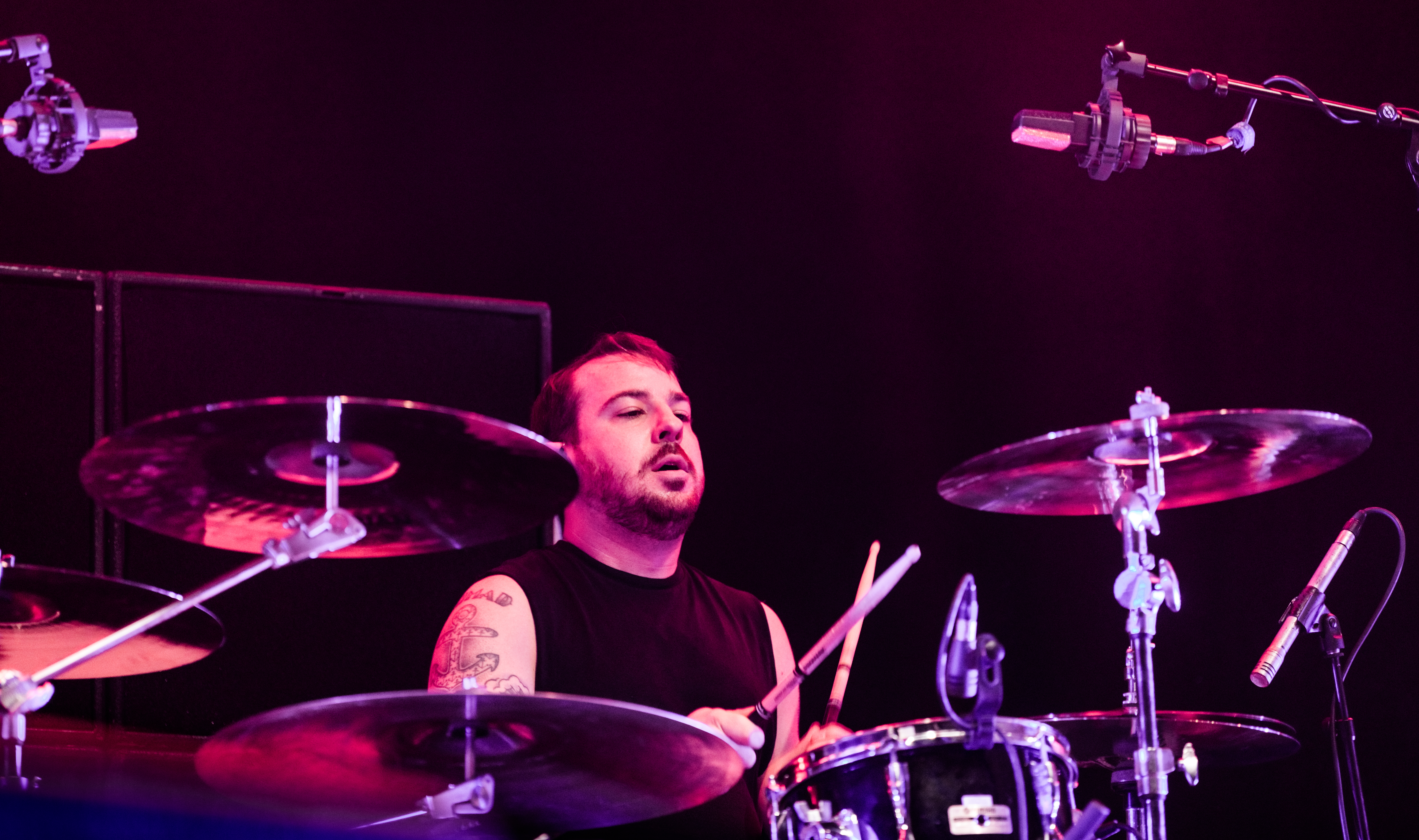
ジョーダン・ヘイスティングス(Dr) 2018年

### 旧メンバー
- ジェシー・インジェレビックス (Jesse Ingelevics) - ドラムス (2001–2005)

## ディスコグラフィー

### アルバム
| 発表 | タイトル                                          | 各チャート最高位 | 各チャート最高位 | 各チャート最高位 | 各チャート最高位 | 各チャート最高位 | 各チャート最高位 | ゴールド等認定                       |
| 発表 | タイトル                                          | Canada           | Australia        | UK               | US               | US Indie         | US Heat          | ゴールド等認定                       |
| ---- | ------------------------------------------------- | ---------------- | ---------------- | ---------------- | ---------------- | ---------------- | ---------------- | ------------------------------------ |
| 2002 | Alexisonfire - 2002年9月9日発売。                 | —                | —                | —                | —                | —                | —                | - カナダで、ゴールドディスクを獲得。 |
| 2004 | Watch Out! - 2004年6月29日発売。                  | 6                | —                | —                | —                | 21               | 25               | - カナダでプラチナムディスクを獲得。 |
| 2006 | Crisis - 2006年8月21日発売。                      | 1                | 37               | 72               | 189              | 18               | 5                | - カナダでプラチナムディスクを獲得。 |
| 2009 | Old Crows / Young Cardinals - 2009年6月23日発売。 | 2                | 17               | 70               | 81               | 9                | —                | - カナダでゴールドディスクを獲得。   |

### EP
- The Bled/Alexisonfire Split
- Accidents/No Transitory
- Math Sheet Demos (2002)
- Pink Heart Skull Sampler (2002)
- Brown Heart Skull Sampler (2004)
- The Switcheroo Series: Alexisonfire vs. Moneen (2005)
- Boiled Frogs 7" BBC Radio 1 Sessions (2006)
- Dog's Blood (2010)